# Gougère
Un gougère /ɡuˈʒɛʁ/, nella cucina francese, è una pasta choux al forno salata e impastata con il formaggio. I formaggi comunemente utilizzati sono il groviera, il comté o l'emmental, ma esistono numerose varianti in cui vengono utilizzati altri formaggi o altri ingredienti.
Si dice che le origini dei gougères vadano cercate in Borgogna, e specificatamente a Sens. In Borgogna, i gougères vengono solitamente serviti freddi come accompagnamento per la degustazione del vino nelle cantine o caldi come antipasto.
I gougères possono essere realizzati nella forma di piccoli pasticcini di 3 o 4 centimetri di diametro; i gougères da aperitivo invece in dimensioni di 10 o 12 centimetri ed a volte possono essere ripieni di ingredienti, come funghi, prosciutto o manzo.